# 河村岷雪

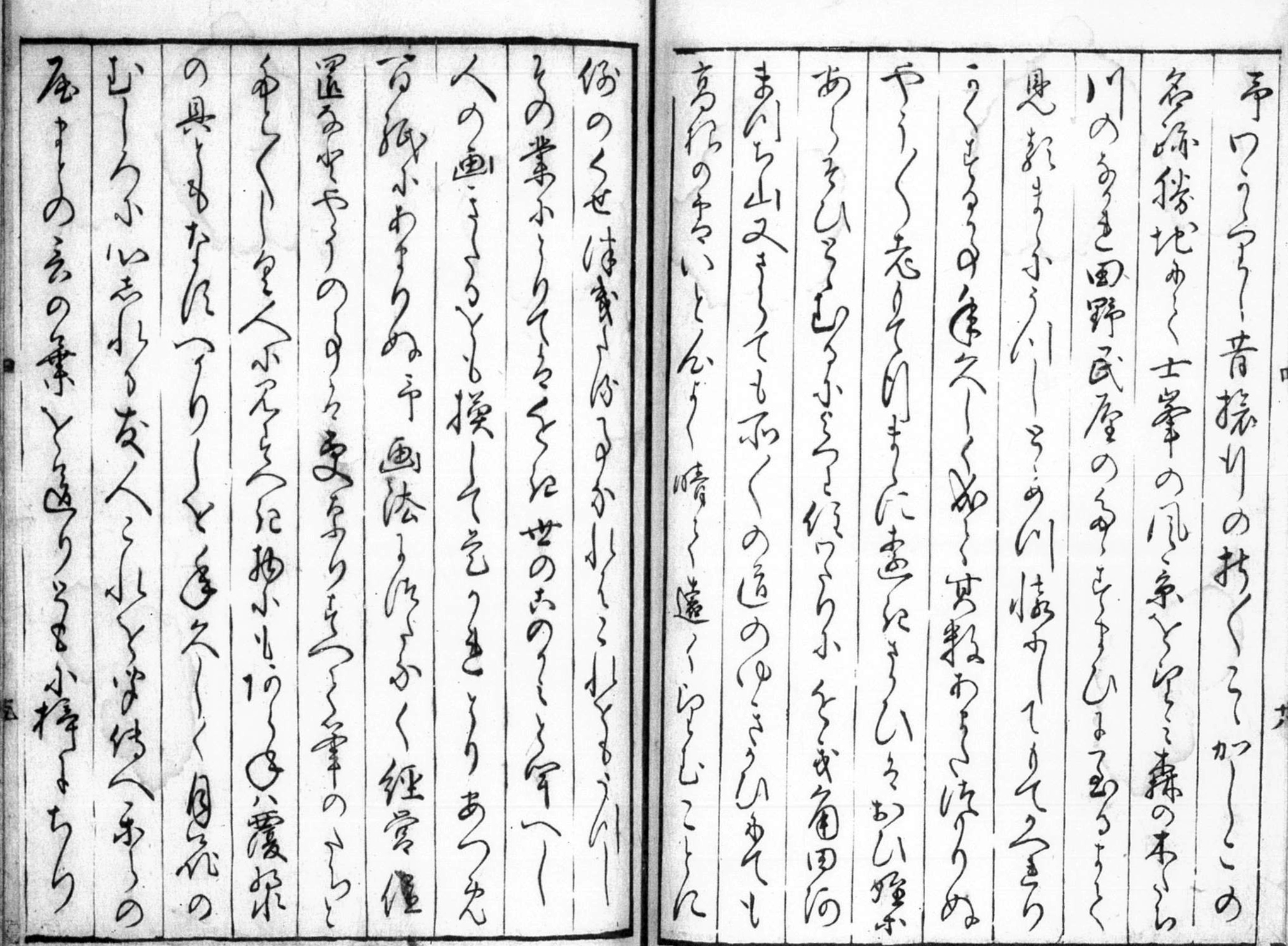
『百富士』第四冊跋文

河村 岷雪（かわむら みんせつ、生没年不詳）は、江戸時代中期の書画家。篆刻家の河村 茗谿と同一人物説がある。

## 『百富士』
岷雪として、『百富士』（全四冊。1767年（明和4年））を版行する。旅路で写生した富士図、全101図を、一丁（見開き2ページ）づつ纏めた（例外3図あり）もので、各図に彼以外による狂歌・川柳・漢詩が一・二作添えられる。各冊ごとに、以下の副題が付く。
- 第一冊：江府中（全26図）。
- 第二冊：裏不二、武州、相州、甲州、駿州（全25図）。
- 第三冊：東海道（全24図）。
- 第四冊：諸州名勝地（全26図）。

岷雪は、第四冊での跋文（ばつぶん：後書き。）にて、以下のように述べる。
以上の内容から岷雪は、18世紀の江戸に住み、各地を旅し、職業書画家ではなく、『百富士』四冊中、自身で写生したもの以外に、古画の写し(「渡唐 雪舟筆」と「明洲津 探幽斎筆」)が混じることが分かる。
また、序文3本のうち、最初の「柳洲田謙」によると、「予友人君錫風流雅到衆技兼善画」とあり、「君錫」という号も有ると分かる。
なお、朝岡興禎『古画備考』二十六、名画十四巻には、「河村君錫 黙二庵 始称山路道輔 後称神立愚鈍 学松花堂書画 坦斎話 明和頃ノ人」（訓読点を略した。「黙二庵」「坦斎話」は小字。）とあり、「松花堂」は『百富士』序文の二番目を書した人物と、同一の可能性がある。

## 後世への影響
『百富士』は版を重ねたゆえ、後世の絵師の「手本」となった。
例えば、与謝蕪村の「富嶽列松図」（1778 - 83年（安永7 - 天明3年）、愛知県美術館蔵。重要文化財。）に、第一冊「松間」の影響が見られる。
また、葛飾北斎の『富嶽三十六景』（1831 - 34年（天保2-5年）頃。以下、「三十六景」とする。）・『富嶽百景』（初編：1834年（天保5年）。以下、『百景』とする。）等、複数図から『百富士』との関連が見いだせる。顕著な例は、第一冊「橋下」と、洋風版画「たかはしのふじ」（1805 - 1811年（文化2 - 8年））、及び『三十六景』「深川万年橋下」、『百景』二編「七橋一覧の不二」である。
他に、第一冊末の「窗（＝窓）中」と、『百景』二編「窗中の不二」も同様である。そして、鳥居清長の「四季の富士 窗中」（洛東遺芳館蔵）での援用や、フェリックス・レガメも北斎経由で自作『おこま』（1883年）に取り入れている。岷雪は職業書画家ではないので、『百富士』に奇抜な構図は殆ど無いが、僅かな例外が「松間」と「橋下」、「窗中」等である。
加えて、北斎が確実に訪れた記録がなく、伝統的な名所でもない『三十六景』「常州牛堀」を描いたのは、『百富士』第四冊「牛堀 常洲」の影響だと考えられる。
また、北斎個々の作品に限らず、『三十六景』の構成自体が『百富士』の影響を受けている、具体的には、第一冊の「江府」は勿論だが、第二冊「裏不二」、第三冊「東海道」に、上述した第四冊「牛堀」など、取り上げる場所が重複していると指摘される。

### 画像一覧

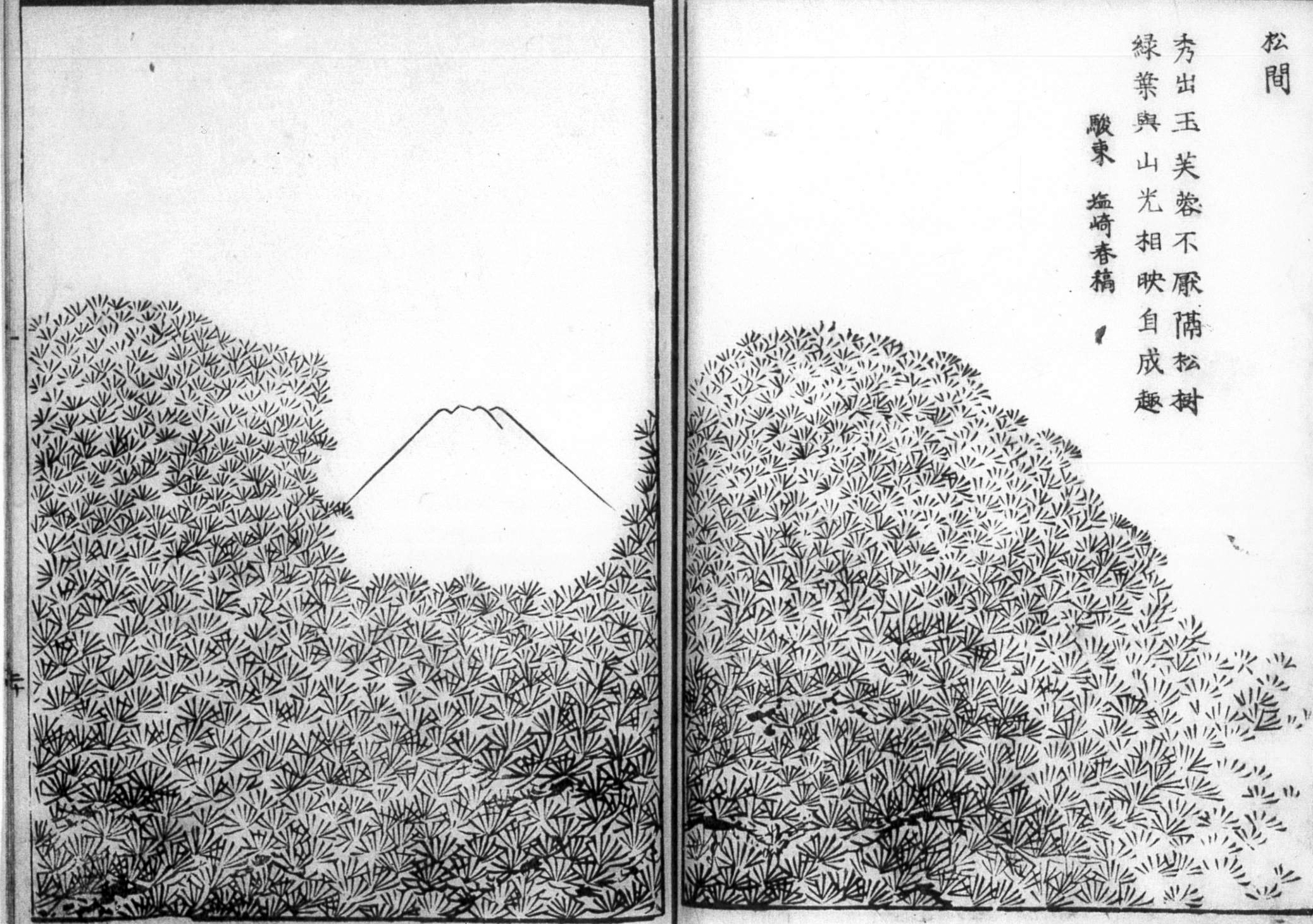
『百富士』第一冊「松間」
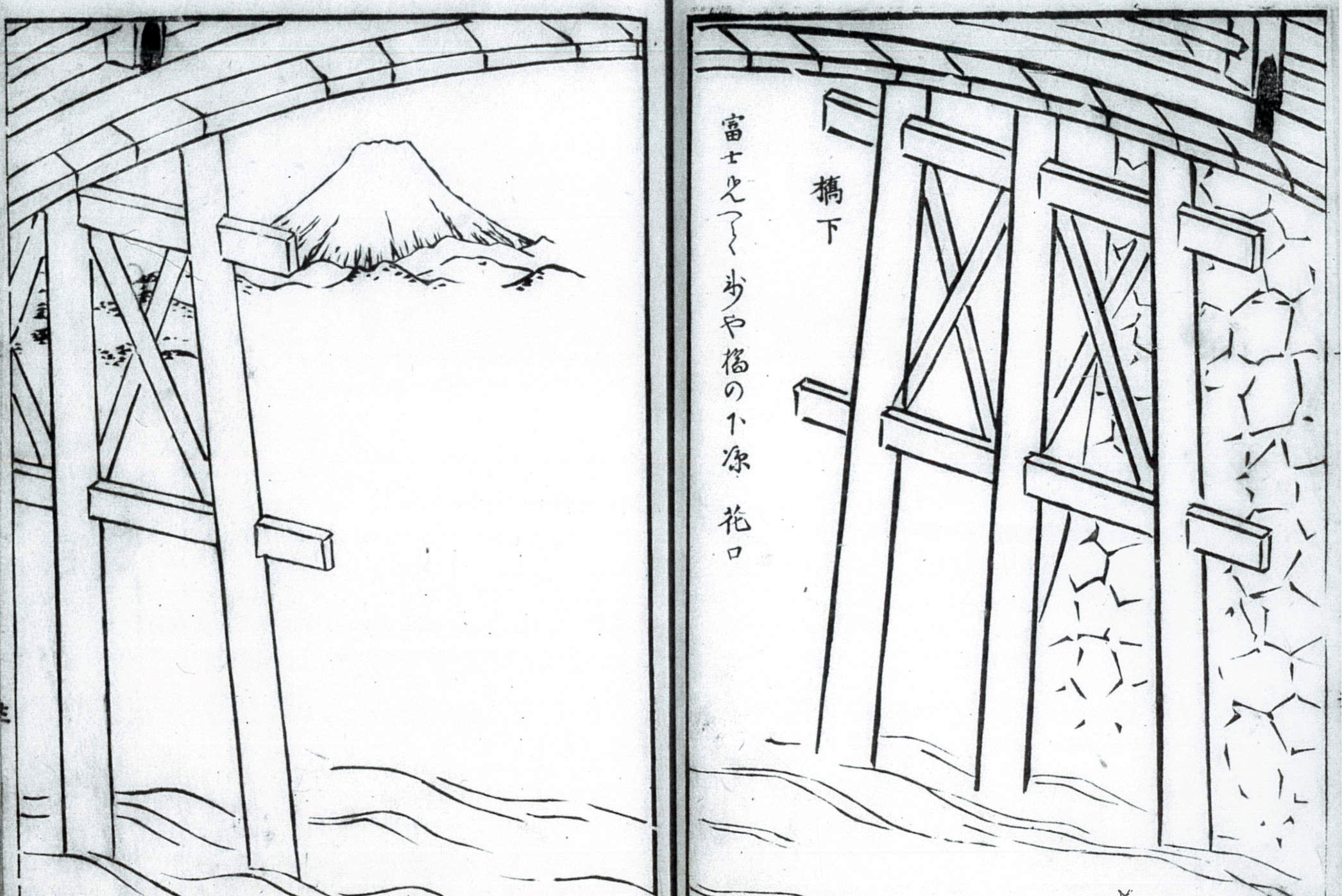
『百富士』第一冊「橋下」
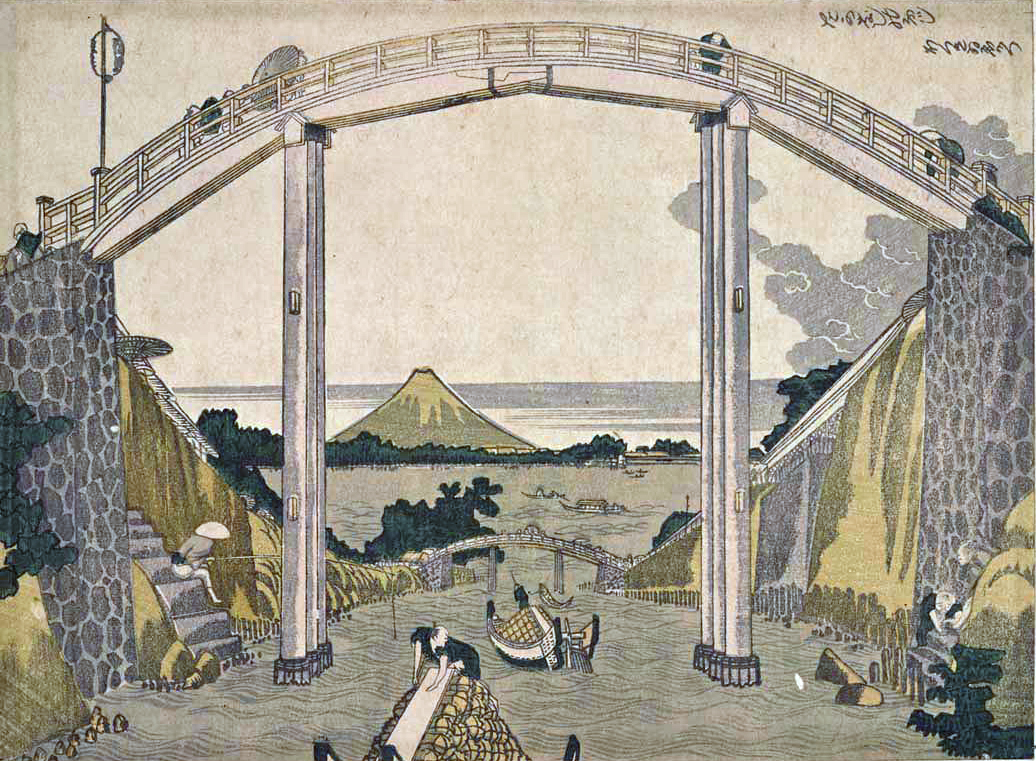
北斎「たかはしのふじ」
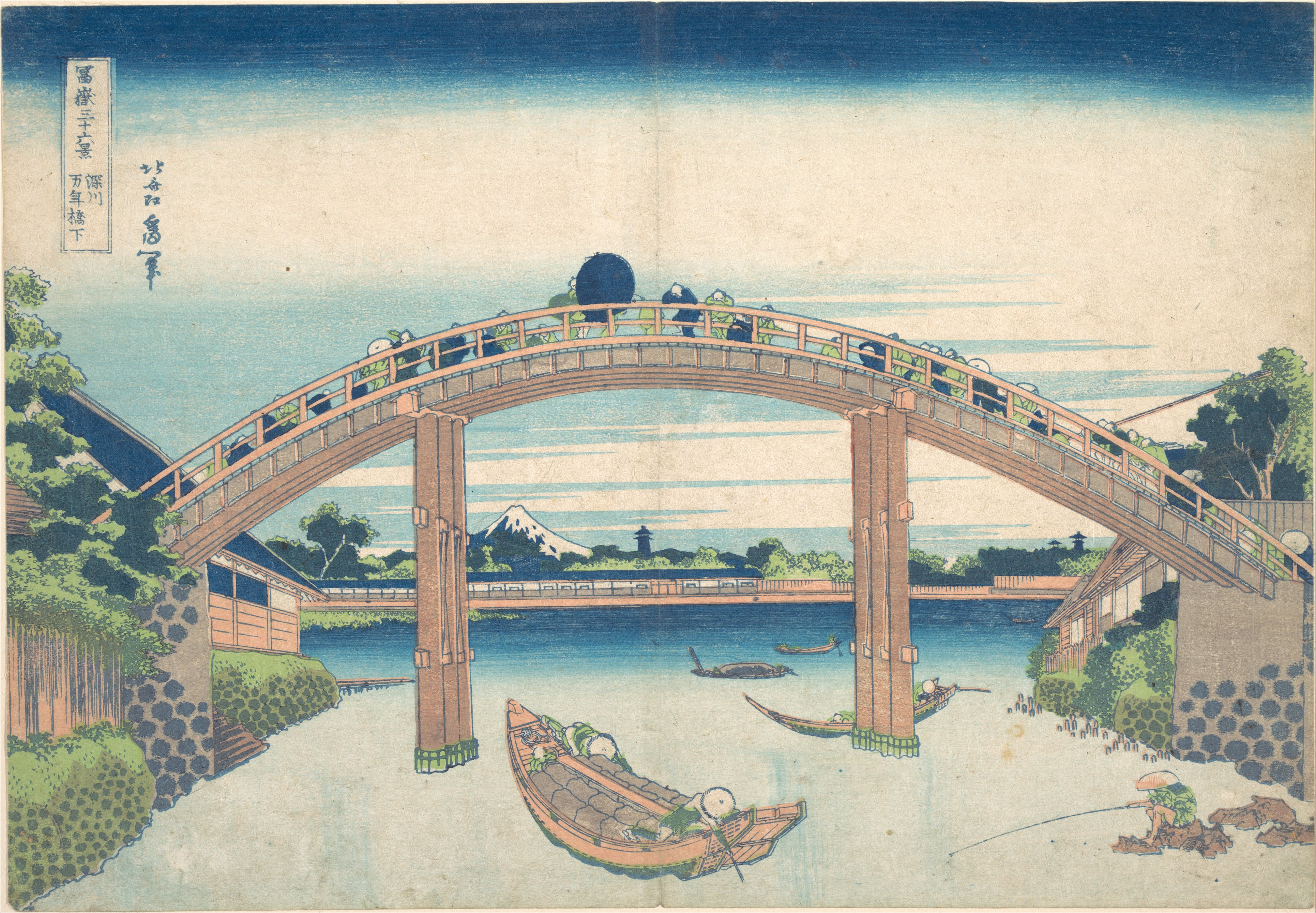
『冨嶽三十六景 深川万年橋下』
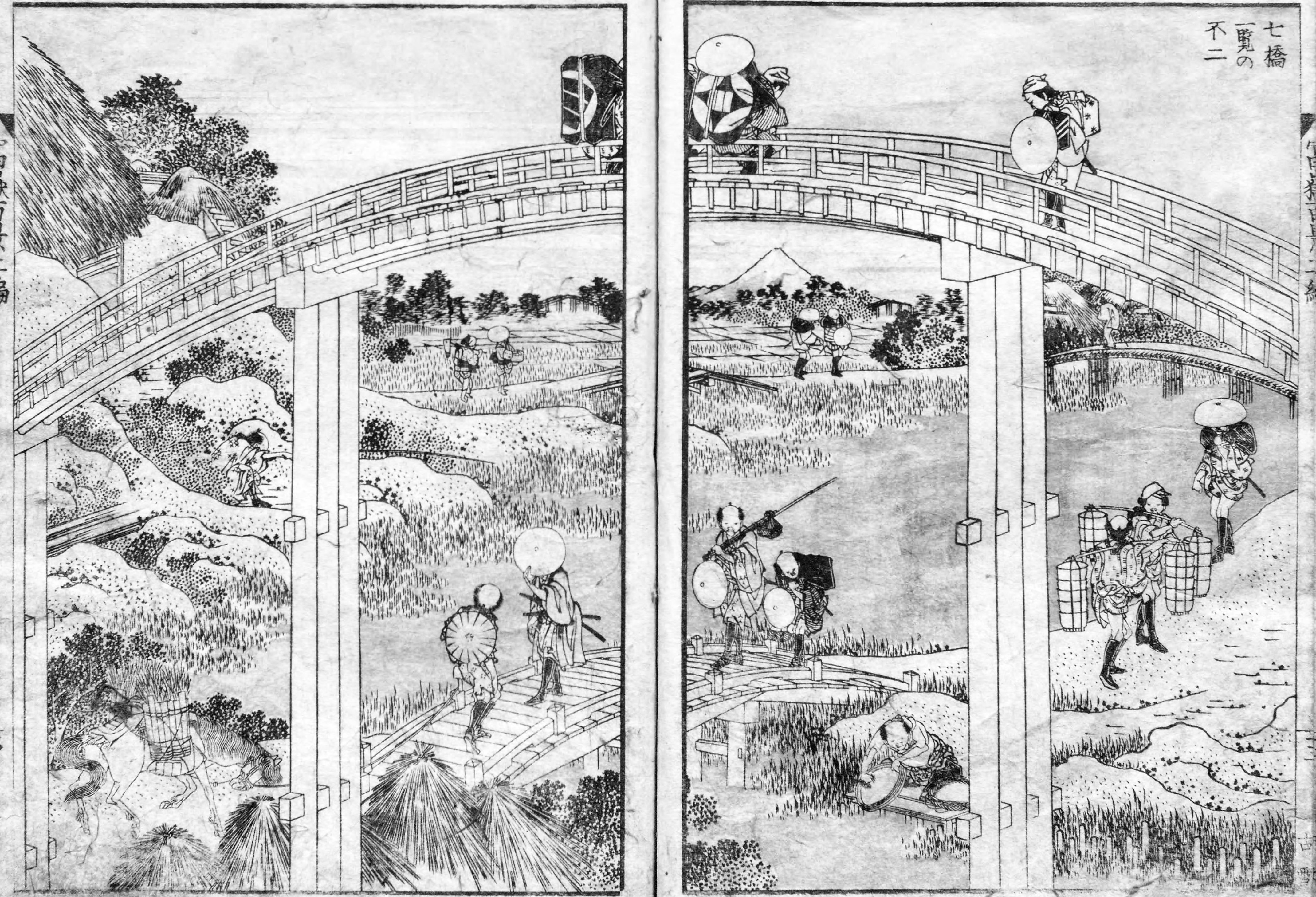
『富嶽百景』第二編「七橋一覧の不二」
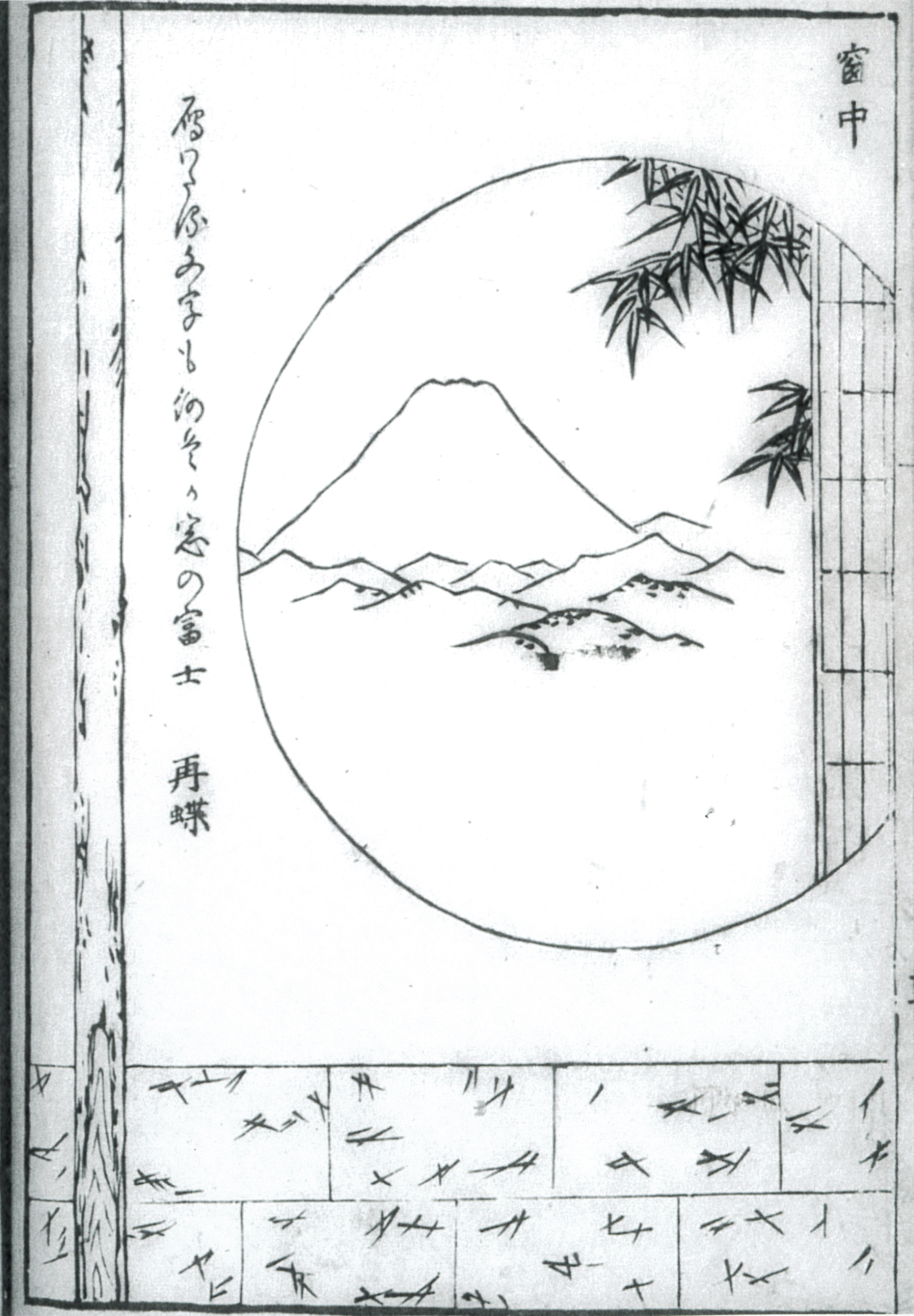
『百富士』第一冊「窗中」
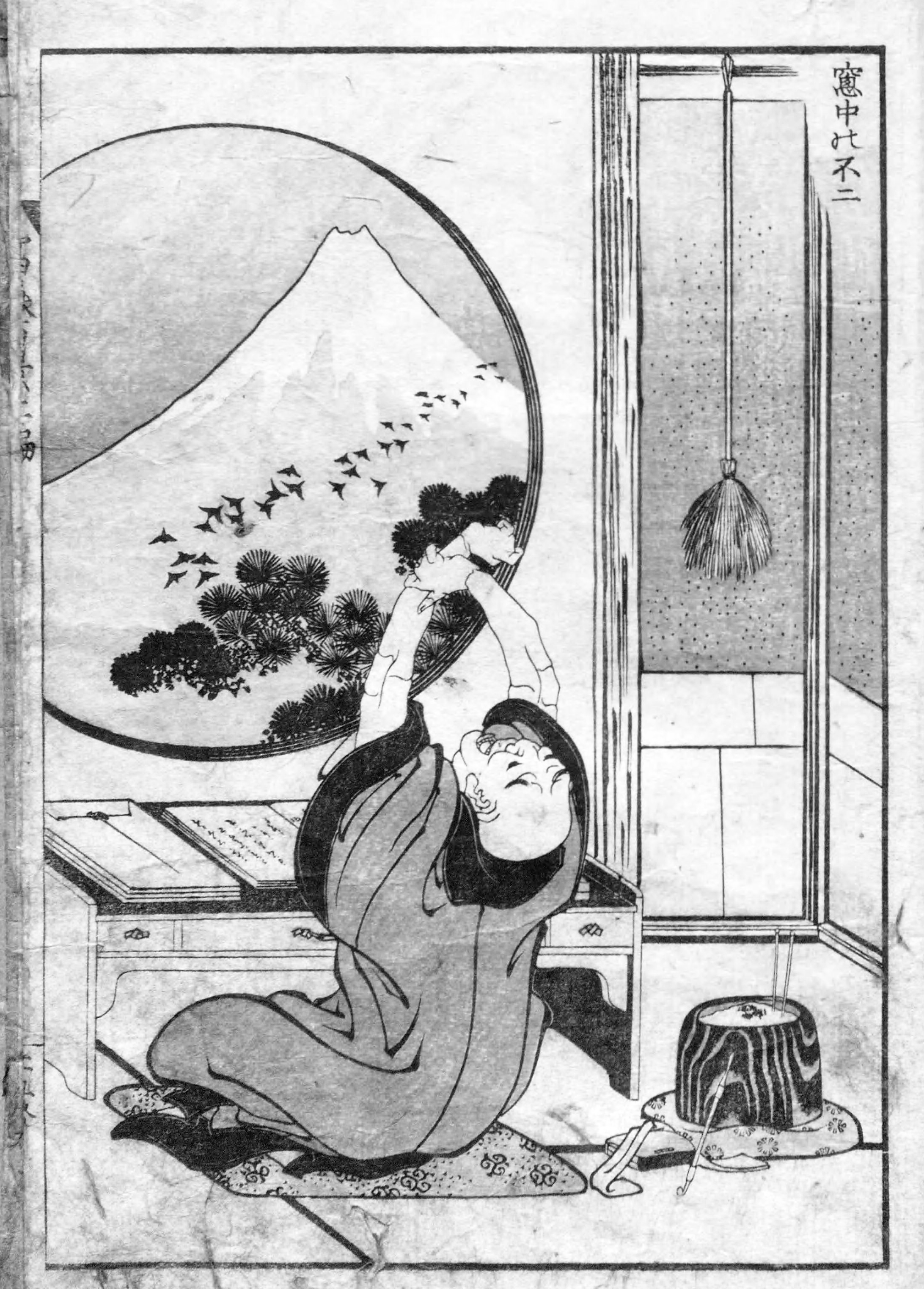
『富嶽百景』第二編「窗中の不二」
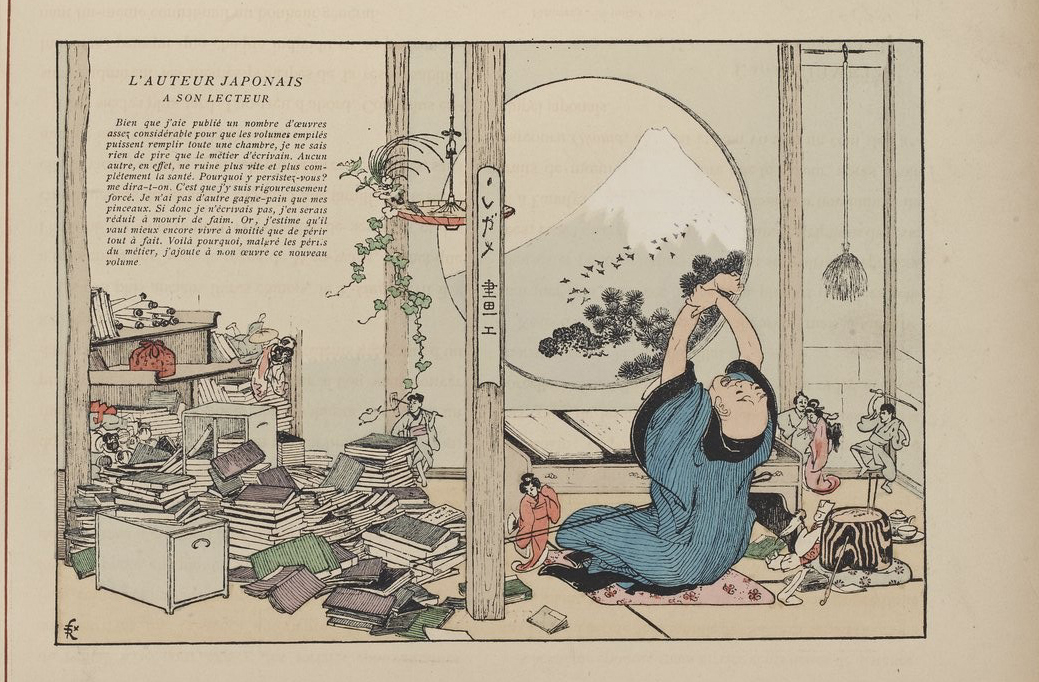
フェリックス・レガメ『おこま』より。リトグラフ。1冊。1883年。曲亭馬琴の戯作に絵を付けた書籍である[22]。
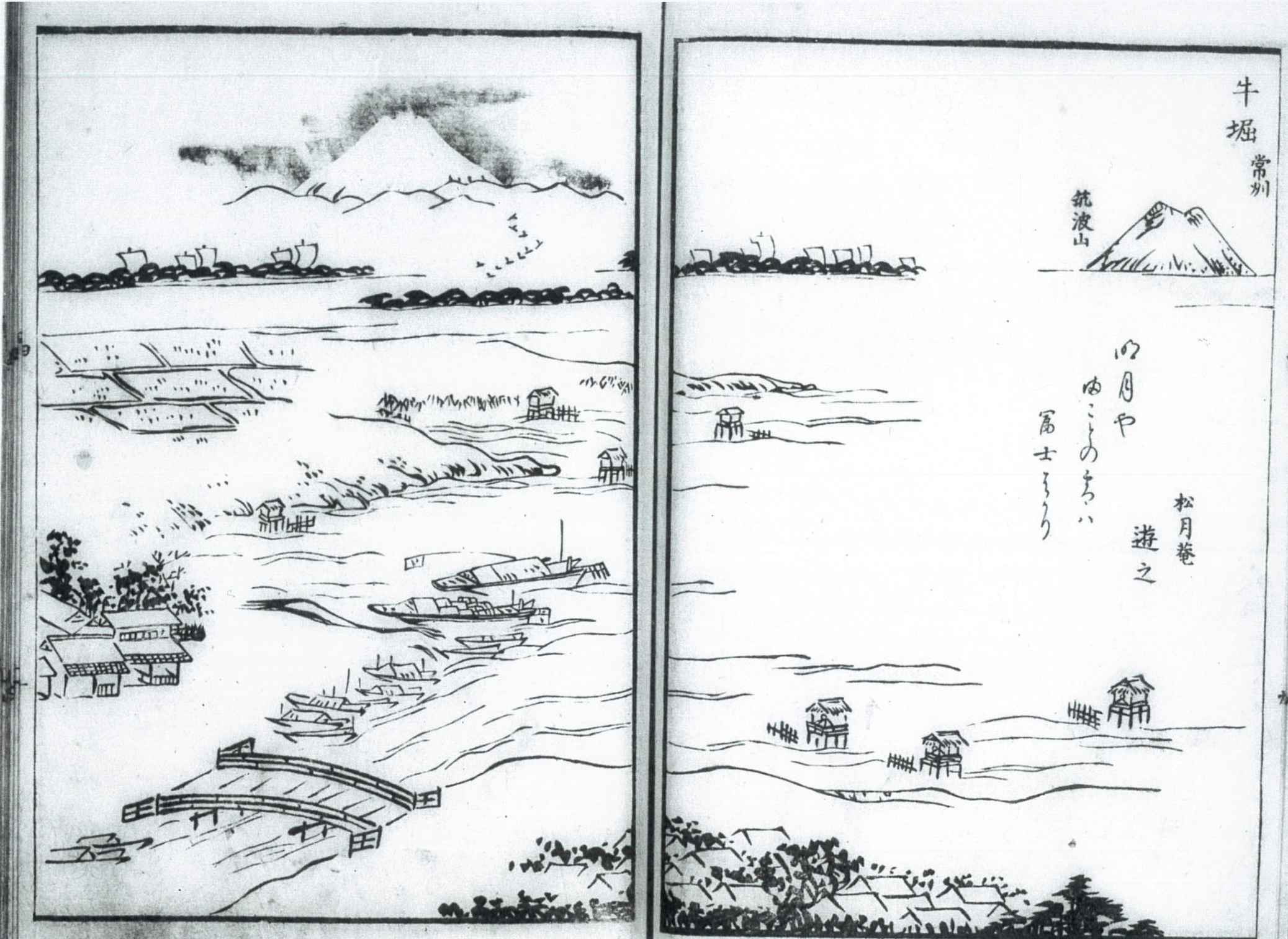
『百富士』第四冊「牛堀常洲」
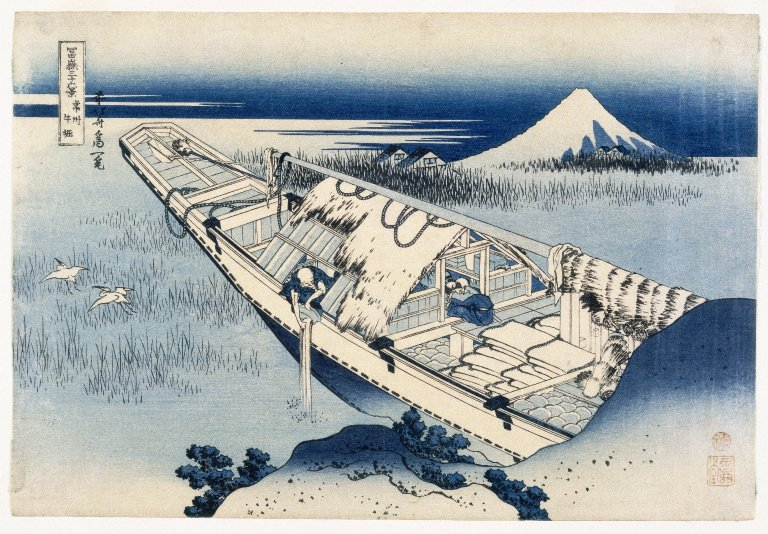
『富嶽三十六景』より「常州牛堀」

## 河村茗谿

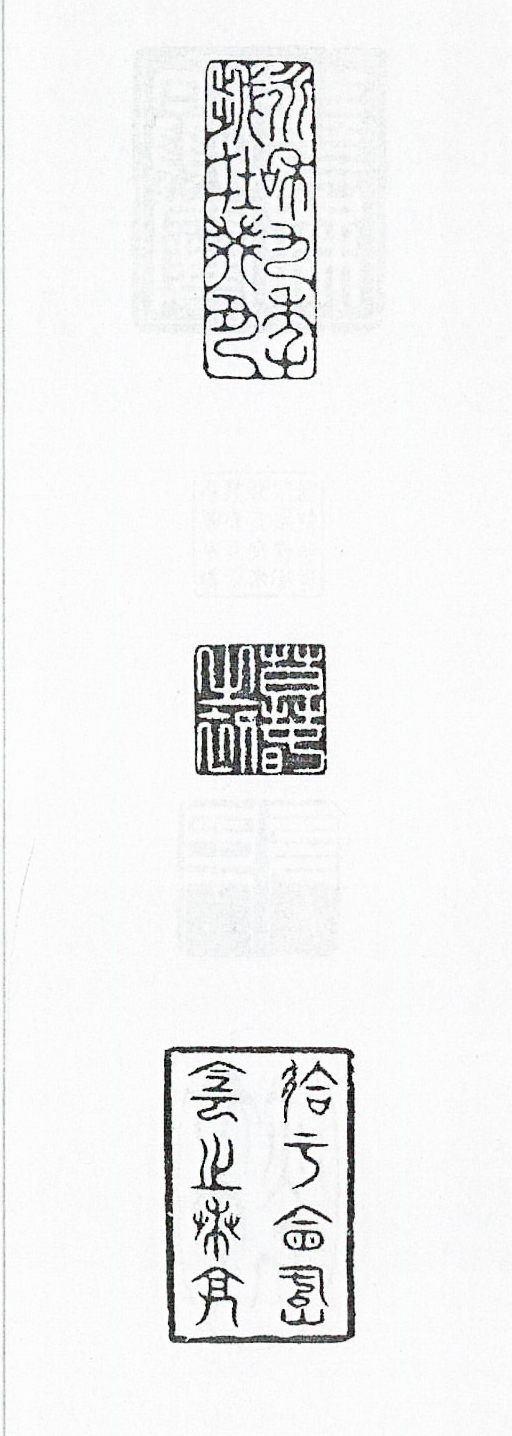
河村茗鶏の篆刻印影。

岷雪と茗谿が同一人物ではと指摘したのは、静岡県立美術館の福士雄也である。宗善寺（和歌山県 和歌山市和歌浦中）所蔵の『書画貼交屏風』（六曲一双）での貼り交ぜ書画56点の中に、「岷雪筆　茗（朱文方印）」の富嶽図が確認され、中井敬所『続補日本印人伝』の「河村『茗』谿」の項で、「名は類之、あざ名は君錫、江戸に住す。篆苑・図書癖・玄圃積玉あり。」と、前半部は『百富士』序文・跋文及び、『古画備考』の記述に一致する。